# 全国高等学校バスケットボール選手権大会 (高知県勢)
全国高等学校バスケットボール選抜優勝大会および全国高等学校バスケットボール選手権大会における高知県勢の成績について記す。
出場枠は第20回大会まで四国4県で1枠。第21回大会より1県1代表。2017年以降は選手権大会に移行。

## 男子
| 年度             | 出場校                    | 試合結果 | 試合結果                    | 成績     |
| ---------------- | ------------------------- | -------- | --------------------------- | -------- |
| 1980年（第10回） | 高知小津（初出場）        | 1回戦    | ● 75 - 118 相模工業大学附属 | 初戦敗退 |
| 1990年（第21回） | 高知工業（初出場）        | 1回戦    | ● 62 - 101 京北             | 初戦敗退 |
| 1991年（第22回） | 高知工業（2年連続2回目）  | 1回戦    | ● 57 - 93 安田学園          | 初戦敗退 |
| 1992年（第23回） | 高知工業（3年連続3回目）  | 1回戦    | ● 61 - 80 岡山理科大学附属  | 初戦敗退 |
| 1993年（第24回） | 高知追手前（初出場）      | 1回戦    | ● 65 - 96 弘前実業          | 初戦敗退 |
| 1994年（第25回） | 高知工業（2年ぶり4回目）  | 1回戦    | ● 52 - 79 日川              | 初戦敗退 |
| 1995年（第26回） | 岡豊（初出場）            | 1回戦    | ○ 69 - 66 和歌山県立海南    | 2回戦    |
| 1995年（第26回） | 岡豊（初出場）            | 2回戦    | ● 40 - 122 洛南             | 2回戦    |
| 1996年（第27回） | 市立高知商業（初出場）    | 1回戦    | ● 60 - 76 奈良育英          | 初戦敗退 |
| 1997年（第28回） | 高知工業（3年ぶり5回目）  | 2回戦    | ● 58 - 79 東住吉工業        | 初戦敗退 |
| 1998年（第29回） | 高知工業（2年連続6回目）  | 1回戦    | ● 70 - 95 高岡商業          | 初戦敗退 |
| 1999年（第30回） | 高知工業（3年連続7回目）  | 1回戦    | ● 55 - 60 四日市工業        | 初戦敗退 |
| 2000年（第31回） | 高知工業（4年連続8回目）  | 1回戦    | ○ 80 - 61 倉吉北            | 2回戦    |
| 2000年（第31回） | 高知工業（4年連続8回目）  | 2回戦    | ● 85 - 108 桐朋             | 2回戦    |
| 2001年（第32回） | 高知工業（5年連続9回目）  | 1回戦    | ● 88 - 102 樹徳             | 初戦敗退 |
| 2002年（第33回） | 高知工業（6年連続10回目） | 1回戦    | ● 58 - 79 中部工業          | 初戦敗退 |
| 2003年（第34回） | 明徳義塾（初出場）        | 1回戦    | ● 65 - 72 倉敷青陵          | 初戦敗退 |
| 2004年（第35回） | 明徳義塾（2年連続2回目）  | 1回戦    | ● 82 - 87 八千代            | 初戦敗退 |
| 2005年（第36回） | 明徳義塾（3年連続3回目）  | 1回戦    | ○ 90 - 81 佐賀北            | 3回戦    |
| 2005年（第36回） | 明徳義塾（3年連続3回目）  | 2回戦    | ○ 91 - 86 新潟商業          | 3回戦    |
| 2005年（第36回） | 明徳義塾（3年連続3回目）  | 3回戦    | ● 76 - 99 延岡学園          | 3回戦    |
| 2006年（第37回） | 明徳義塾（4年連続4回目）  | 2回戦    | ○ 107 - 83 京北             | ベスト8  |
| 2006年（第37回） | 明徳義塾（4年連続4回目）  | 3回戦    | ○ 96 - 92 能代工業          | ベスト8  |
| 2006年（第37回） | 明徳義塾（4年連続4回目）  | 準々決勝 | ● 76 - 87 洛南              | ベスト8  |
| 2007年（第38回） | 明徳義塾（5年連続5回目）  | 2回戦    | ● 73 - 82 北陸              | 初戦敗退 |
| 2008年（第39回） | 明徳義塾（6年連続6回目）  | 1回戦    | ● 63 - 75 東海大学付属第三  | 初戦敗退 |
| 2009年（第40回） | 明徳義塾（7年連続7回目）  | 1回戦    | ● 73 - 88 山形南            | 初戦敗退 |
| 2010年（第41回） | 明徳義塾（8年連続8回目）  | 2回戦    | ● 64 - 84 興南              | 初戦敗退 |
| 2011年（第42回） | 高知中央（初出場）        | 1回戦    | ● 73 - 89 湘南工科大学附属  | 初戦敗退 |
| 2012年（第43回） | 明徳義塾（2年ぶり9回目）  | 1回戦    | ○ 103 - 90 宇都宮工業       | 2回戦    |
| 2012年（第43回） | 明徳義塾（2年ぶり9回目）  | 2回戦    | ● 61 - 77 福岡大学附属大濠  | 2回戦    |
| 2013年（第44回） | 明徳義塾（2年連続10回目） | 2回戦    | ○ 90 - 70 盛岡市立          | ベスト8  |
| 2013年（第44回） | 明徳義塾（2年連続10回目） | 3回戦    | ○ 67 - 64 中部大学第一      | ベスト8  |
| 2013年（第44回） | 明徳義塾（2年連続10回目） | 準々決勝 | ● 59 - 62 藤枝明誠          | ベスト8  |
| 2014年（第45回） | 明徳義塾（3年連続11回目） | 1回戦    | ○ 59 - 56 広島皆実          | 2回戦    |
| 2014年（第45回） | 明徳義塾（3年連続11回目） | 2回戦    | ● 66 - 68 福岡大学附属大濠  | 2回戦    |
| 2015年（第46回） | 明徳義塾（4年連続12回目） | 1回戦    | ○ 85 - 79 広島皆実          | 2回戦    |
| 2015年（第46回） | 明徳義塾（4年連続12回目） | 2回戦    | ● 69 - 81 洛南              | 2回戦    |
| 2016年（第47回） | 高知中央（5年ぶり2回目）  | 2回戦    | ● 38 - 95 土浦日本大学      | 初戦敗退 |
| 2017年（第70回） | 高知中央（2年連続3回目）  | 1回戦    | ○ 95 - 78 興南              | 2回戦    |
| 2017年（第70回） | 高知中央（2年連続3回目）  | 2回戦    | ● 61 - 70 飛龍              | 2回戦    |
| 2018年（第71回） | 高知中央（3年連続4回目）  | 1回戦    | ○ 90 - 80 佐賀東            | 2回戦    |
| 2018年（第71回） | 高知中央（3年連続4回目）  | 2回戦    | ● 62 - 98 桜丘              | 2回戦    |
| 2019年（第72回） | 高知中央（4年連続5回目）  | 1回戦    | ● 72 - 79 延岡学園          | 初戦敗退 |
| 2019年（第72回） | 明徳義塾（4年ぶり13回目） | 1回戦    | ● 68 - 97 東海大学付属諏訪  | 初戦敗退 |
| 2020年（第73回） | 高知中央（5年連続6回目）  | 1回戦    | ● 62 - 95 正智深谷          | 初戦敗退 |
| 2021年（第74回） | 明徳義塾（2年ぶり14回目） | 1回戦    | ○ 90 - 81 豊田大谷          | 2回戦    |
| 2021年（第74回） | 明徳義塾（2年ぶり14回目） | 2回戦    | ● 64 - 80 富田              | 2回戦    |
| 2021年（第74回） | 高知中央（6年連続7回目）  | 1回戦    | ● 78 - 92 北越              | 初戦敗退 |
| 2022年（第75回） | 明徳義塾（2年連続15回目） | 1回戦    | ○ 91 - 49 奈良育英          | 2回戦    |
| 2022年（第75回） | 明徳義塾（2年連続15回目） | 2回戦    | ● 45 - 106 中部大学第一     | 2回戦    |
| 2023年（第76回） | 明徳義塾（3年連続16回目） | 1回戦    | ○ 87 - 80 東海大学付属札幌  | 2回戦    |
| 2023年（第76回） | 明徳義塾（3年連続16回目） | 2回戦    | ● 76 - 83 羽黒              | 2回戦    |
| 2024年（第77回） | 高知中央（3年ぶり8回目）  | 1回戦    | ○ 88 - 66 米子工業          | 2回戦    |
| 2024年（第77回） | 高知中央（3年ぶり8回目）  | 2回戦    | ● 64 - 76 前橋育英          | 2回戦    |

## 女子
| 年度             | 出場校                        | 試合結果 | 試合結果                       | 成績     |
| ---------------- | ----------------------------- | -------- | ------------------------------ | -------- |
| 1978年（第8回）  | 市立高知商業（初出場）        | 1回戦    | ● 65 - 69 宇部女子             | 初戦敗退 |
| 1983年（第13回） | 土佐女子（初出場）            | 1回戦    | ● 48 - 78 青蘭学院             | 初戦敗退 |
| 1984年（第14回） | 土佐女子（2年連続2回目）      | 1回戦    | ● 49 - 84 薫英                 | 初戦敗退 |
| 1989年（第20回） | 市立高知商業（12年ぶり2回目） | 1回戦    | ● 53 - 75 福岡第一             | 初戦敗退 |
| 1990年（第21回） | 市立高知商業（2年連続3回目）  | 1回戦    | ● 48 - 49 守山                 | 初戦敗退 |
| 1991年（第22回） | 高知小津（初出場）            | 1回戦    | ● 47 - 90 日立女子             | 初戦敗退 |
| 1992年（第23回） | 市立高知商業（2年ぶり4回目）  | 1回戦    | ● 31 - 61 九州女学院           | 初戦敗退 |
| 1993年（第24回） | 土佐女子（10年ぶり3回目）     | 1回戦    | ● 35 - 97 聖和学園             | 初戦敗退 |
| 1994年（第25回） | 市立高知商業（2年ぶり5回目）  | 1回戦    | ● 38 - 115 富岡                | 初戦敗退 |
| 1995年（第26回） | 土佐女子（2年ぶり4回目）      | 1回戦    | ● 53 - 96 東京成徳短期大学附属 | 初戦敗退 |
| 1996年（第27回） | 土佐女子（2年連続5回目）      | 1回戦    | ● 54 - 101 明徳商業            | 初戦敗退 |
| 1997年（第28回） | 高知丸の内（初出場）          | 1回戦    | ● 40 - 81 常葉学園             | 初戦敗退 |
| 1998年（第29回） | 土佐女子（2年ぶり6回目）      | 1回戦    | ○ 79 - 63 日立                 | 2回戦    |
| 1998年（第29回） | 土佐女子（2年ぶり6回目）      | 2回戦    | ● 60 - 74 大分鶴崎             | 2回戦    |
| 1999年（第30回） | 土佐女子（2年連続7回目）      | 2回戦    | ● 45 - 65 富士学苑             | 初戦敗退 |
| 2000年（第31回） | 市立高知商業（6年ぶり6回目）  | 1回戦    | ● 42 - 104 京都明徳            | 初戦敗退 |
| 2001年（第32回） | 市立高知商業（2年連続7回目）  | 2回戦    | ● 55 - 99 中村学園女子         | 初戦敗退 |
| 2002年（第33回） | 岡豊（初出場）                | 1回戦    | ● 62 - 67 市立前橋             | 初戦敗退 |
| 2003年（第34回） | 岡豊（2年連続2回目）          | 1回戦    | ● 58 - 116 一関学院            | 初戦敗退 |
| 2004年（第35回） | 岡豊（3年連続3回目）          | 1回戦    | ● 49 - 84 富士学苑             | 初戦敗退 |
| 2005年（第36回） | 岡豊（4年連続4回目）          | 1回戦    | ● 42 - 82 西原                 | 初戦敗退 |
| 2006年（第37回） | 市立高知商業（5年ぶり8回目）  | 1回戦    | ● 76 - 89 津商業               | 初戦敗退 |
| 2007年（第38回） | 岡豊（2年ぶり5回目）          | 1回戦    | ○ 66 - 51 弘前学院聖愛         | 2回戦    |
| 2007年（第38回） | 岡豊（2年ぶり5回目）          | 2回戦    | ● 37 - 91 小林                 | 2回戦    |
| 2008年（第39回） | 岡豊（2年連続6回目）          | 1回戦    | ● 37 - 95 中村学園女子         | 初戦敗退 |
| 2009年（第40回） | 岡豊（3年連続7回目）          | 1回戦    | ● 46 - 108 埼玉栄              | 初戦敗退 |
| 2010年（第41回） | 高知南（初出場）              | 1回戦    | ● 68 - 94 長崎西               | 初戦敗退 |
| 2011年（第42回） | 岡豊（2年ぶり8回目）          | 1回戦    | ○ 67 - 61 福井商業             | 2回戦    |
| 2011年（第42回） | 岡豊（2年ぶり8回目）          | 2回戦    | ● 66 - 100 聖和学園            | 2回戦    |
| 2012年（第43回） | 岡豊（2年連続9回目）          | 1回戦    | ○ 64 - 59 西原                 | 2回戦    |
| 2012年（第43回） | 岡豊（2年連続9回目）          | 2回戦    | ● 44 - 65 慶進                 | 2回戦    |
| 2013年（第44回） | 岡豊（3年連続10回目）         | 2回戦    | ● 51 - 83 千葉英和             | 初戦敗退 |
| 2014年（第45回） | 岡豊（4年連続11回目）         | 1回戦    | ● 62 - 76 市立尼崎             | 初戦敗退 |
| 2015年（第46回） | 岡豊（5年連続12回目）         | 1回戦    | ● 36 - 52 福島西               | 初戦敗退 |
| 2016年（第47回） | 岡豊（6年連続13回目）         | 1回戦    | ● 59 - 63 倉吉北               | 初戦敗退 |
| 2017年（第70回） | 高知中央（初出場）            | 1回戦    | ○ 65 - 52 市立尼崎             | 2回戦    |
| 2017年（第70回） | 高知中央（初出場）            | 2回戦    | ● 37 - 94 桜花学園             | 2回戦    |
| 2018年（第71回） | 高知中央（2年連続2回目）      | 1回戦    | ○ 96 - 81 足羽                 | ベスト8  |
| 2018年（第71回） | 高知中央（2年連続2回目）      | 2回戦    | ○ 86 - 77 近江兄弟社           | ベスト8  |
| 2018年（第71回） | 高知中央（2年連続2回目）      | 3回戦    | ○ 78 - 77 四日市商業           | ベスト8  |
| 2018年（第71回） | 高知中央（2年連続2回目）      | 準々決勝 | ● 61 - 64 津幡                 | ベスト8  |
| 2019年（第72回） | 高知中央（3年連続3回目）      | 1回戦    | ○ 98 - 75 八戸学院光星         | 3回戦    |
| 2019年（第72回） | 高知中央（3年連続3回目）      | 2回戦    | ○ 69 - 59 東海大学付属福岡     | 3回戦    |
| 2019年（第72回） | 高知中央（3年連続3回目）      | 3回戦    | ● 69 - 101 小林                | 3回戦    |
| 2020年（第73回） | 高知中央（4年連続4回目）      | 1回戦    | ○ 75 - 66 倉敷翠松             | 3位      |
| 2020年（第73回） | 高知中央（4年連続4回目）      | 2回戦    | ○ 88 - 69 市立前橋             | 3位      |
| 2020年（第73回） | 高知中央（4年連続4回目）      | 3回戦    | ○ 83 - 78 八雲学園             | 3位      |
| 2020年（第73回） | 高知中央（4年連続4回目）      | 準々決勝 | ○ 85 - 71 昭和学院             | 3位      |
| 2020年（第73回） | 高知中央（4年連続4回目）      | 準決勝   | ● 64 - 84 桜花学園             | 3位      |
| 2021年（第74回） | 高知中央（5年連続5回目）      | 1回戦    | ● 74 - 75 昭和学院             | 初戦敗退 |
| 2021年（第74回） | 岡豊（5年ぶり14回目）         | 1回戦    | ○ 77 - 70 盛岡白百合学園       | 2回戦    |
| 2021年（第74回） | 岡豊（5年ぶり14回目）         | 2回戦    | ● 50 - 66 浜松開誠館           | 2回戦    |
| 2022年（第75回） | 岡豊（2年連続15回目）         | 1回戦    | ● 61 - 87 千葉経済大学附属     | 初戦敗退 |
| 2023年（第76回） | 岡豊（3年連続16回目）         | 1回戦    | ○ 63 - 59 東京成徳大学         | 2回戦    |
| 2023年（第76回） | 岡豊（3年連続16回目）         | 2回戦    | ● 64 - 72 鵠沼                 | 2回戦    |
| 2024年（第77回） | 岡豊（4年連続17回目）         | 1回戦    | ○ 70 - 51 富士学苑             | 3回戦    |
| 2024年（第77回） | 岡豊（4年連続17回目）         | 2回戦    | ○ 70 - 58 小林                 | 3回戦    |
| 2024年（第77回） | 岡豊（4年連続17回目）         | 3回戦    | ● 60 - 69 昭和学院             | 3回戦    |
| 2024年（第77回） | 高知中央（3年ぶり6回目）      | 1回戦    | ○ 72 - 64 龍谷富山             | 2回戦    |
| 2024年（第77回） | 高知中央（3年ぶり6回目）      | 2回戦    | ● 43 - 90 桜花学園             | 2回戦    |